# Aspitates stschurovskii
Aspitates stschurovskii är en fjärilsart som beskrevs av Alexander Michailovitsch Djakonov 1926. Aspitates stschurovskii ingår i släktet Aspitates och familjen mätare. Inga underarter finns listade i Catalogue of Life.